# Acanthocephalus kaskmirensis
Acanthocephalus kaskmirensis är en hakmaskart som beskrevs av T.K. Datta 1936. Acanthocephalus kaskmirensis ingår i släktet Acanthocephalus och familjen Echinorhynchidae. Inga underarter finns listade i Catalogue of Life.